# Lagaue
Lagaue (en filipino: Lagawe) es un municipio y la cabecera de la provincia de Ifugao en Filipinas. Según el censo del 2000, tiene 15,269 habitantes.

## Barangayes
Lagawe se subdivide administrativamente en 20 barangayes.
| - Abinuan - Banga - Boliwong - Burnay - Buyabuyan - Caba - Cudog - Dulao - Jucbong - Luta | - Montabiong - Olilicon - Población Sur - Ponghal - Pullaan - Tungngod - Tupaya - Población Este - Población Norte - Población Oeste |